# Statul Râul Nil
Statul (vilaietul) Râul Nil este una dintre cele 17 unități administrativ-teritoriale de gradul I ale Sudanului. Reședința sa este orașul Ad-Damir.